# Gerald Scarfe
Gerald Anthony Scarfe (Londres, 1 de juny de 1936) és caricaturista i il·lustrador britànic. Les seves obres inclouen caracteritzacions grotesques de persones públiques de la reialesa i de la política.
Les seves primeres caricatures van ser publicades a la revista Private Eye entre 1960 i 1970. El 1979 va realitzar la il·lustració de tapa del disc de Pink Floyd The Wall, i el 1982 va treballar en l'animació del film d'aquest àlbum conceptual.
El 1997 va treballar per Disney en els aclamats dissenys de la pel·lícula Hèrcules.
Actualment treballa per al diari The Sunday Times.
Està casat des de 1981 amb Jane Asher.